# Corn (mol·lusc)
Corn és un nom genèric que s'usa tradicionalment en gastronomia per a designar certes espècies de cargols marins que es mengen, com per exemple el Trunculariopsis trunculus o el corn amb pues. No es tracta d'un terme amb rang taxonòmic sinó popular i, de fet, també existeixen altres cargols marins que no es mengen i que tenen noms propis vulgars que inclouen la paraula corn, com per exemple el de vinya o el de fel. Altres cargols tenen noms vulgars com caragol, caragolí, baldufa, sabateta, etc.
Els cargols marins vulgarment anomenats corns solen ser gastròpodes prosobranquis. Alguns d'ells són els següents:
- Corn amb pues (Murex brandaris), espècie de la família dels murícids que antigament s'usava per a obtenir el colorant porpra de Tir i encara hi ha tradició de menjar-lo cuit,[1] és molt preuat tot sol o, per exemple, a Menorca, amb cranca, que ha esdevingut un plat de luxe.
- Corn blau (Trunculariopsis trunculus), espècie de la família dels murícids gastronòmicament molt preuada, per exemple, a Menorca, i més abundant a l'illa que el corn amb pues.[1] El seu nom fa referència al color propra de la seva closca, que s'usava per a obtenir el tint d'aquest color, molt apreciat a l'època clàssica.
- Purpura haemostoma espècie de la família dels murícids que també s'usava -com el seu nom llatí indica- per a obtenir la porpra. És una espècie carnívora.[1]
- Ceratostoma erinaceum, espècie de la família dels murícids que es caracteritza per tenir una closca molt rugosa,[1] en forma de plecs profunds i paral·lels.
- Charonia nodifera, espècie de la família dels tritònids que es considera el més gros dels gastròpodes de la Mediterrània, ja que pot arribar a mesurar més de 30 cm de longitud.[1]
- Ranella gigantea, espècie de la família dels tritònids que viu a grans profunditats, superiors a 50 m, a les zones de coralls.[1] La closca presenta rugositats en forma de petits punts en relleu, que formen línies concèntriques perpendiculars a l'eix longitudinal del cargol.
- Semicassis undulata, espècie de la família dels càssids la closca del qual s'ha utilitzat per a fer camafeus.[1]
- Astraea rugosa l'opercle del qual, anomenat ull de santa Llúcia, pot recordar la forma d'un ull i alguns atribueixen "rares virtuts"[1] a l'opercle calcari que presenta. A diferència dels anteriors és diotocardi, i no monotocardi.[1]